# Финк, Руди
Ру́ди Финк (нем. Rudi Fink; род. 6 июня 1958, Котбус) — немецкий боксёр полулёгкой весовой категории, выступал за сборную ГДР во второй половине 1970-х годов. Чемпион летних Олимпийских игр в Москве, победитель многих международных турниров и национальных первенств. Также известен как тренер по боксу.

## Биография
Руди Финк родился 6 июня 1958 года в городе Котбус (ныне — федеральная земля Бранденбург). Активно заниматься боксом начал в возрасте девяти лет, с 1972 года проходил подготовку в специализированной спортивной школе Франкфурта-на-Одере «Форвертс», где тренировался под присмотром знаменитого Манфреда Вольке. Первого серьёзного успеха на ринге добился в 1974 году, когда в легчайшем весе выиграл юниорское первенство Восточной Германии. Два года спустя завоевал серебряную медаль на молодёжном чемпионате Европы, ещё через год стал чемпионом ГДР в полулёгкой весовой категории — с этого момента закрепился в основном составе национальной сборной.
В 1979 году Финк принимал участие в зачёте чемпионата Европы в Кёльне, однако не смог пройти здесь дальше четвертьфинала. К 1980 году он уже трижды становился чемпионом взрослого первенства ГДР и благодаря череде удачных выступлений удостоился права защищать честь страны на летних Олимпийских играх в Москве. На Олимпиаде последовательно победил всех своих соперников, в том числе советского боксёра Виктора Рыбакова и кубинца Адольфо Орту в полуфинале и финале соответственно. Последний раз вышел на ринг в начале 1981 года, когда участвовал в матчах чемпионата Европы в Тампере — вскоре после этих соревнований принял решение завершить карьеру спортсмена. Всего в любительском олимпийском боксе провёл 180 боёв, из них 155 окончил победой, 5 ничьей и 10 поражением.
После завершения спортивной карьеры Руди Финк долгое время работал тренером, в том числе в 1993 году возглавлял национальную сборную Германии по боксу. В 2000-х годах сотрудничал со многими боксёрами-профессионалами, в частности, был личным тренером талантливого немецкого проспекта Данило Хойслера, который участвовал в бою за титул чемпиона мира по версии Всемирной боксёрской ассоциации (ВБА).